# Connaissance de Challes-les-Eaux et de ses environs
Connaissance de Challes-les-Eaux et de ses environs est une association, fondée en 1990 à Challes-les-Eaux. Elle a pour but de faire connaître le patrimoine challésien.

## Histoire

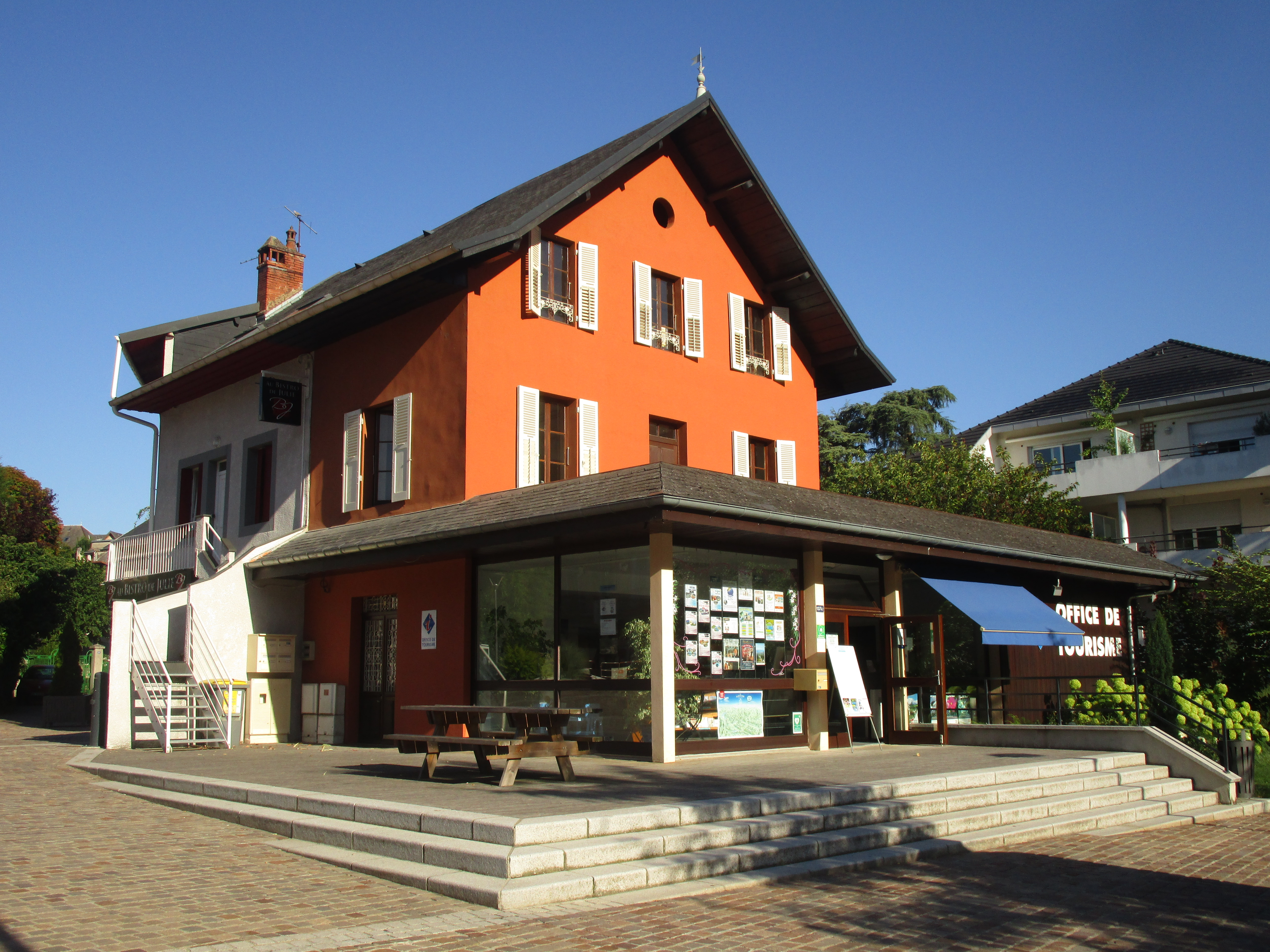
L’office de tourisme de Challes-les-Eaux, siège de l’association de 1990 à 2016.

L’association Connaissance de Challes-les-Eaux et de ses environs a été fondée le 24 février 1990 à Challes-les-Eaux par Roger Dumollard, maire de la commune de 1965 à 1977, et André Dumollard, auteur du livre La Reine du Soufre. Elle a pour vocation de soutenir les manifestations culturelles, faire connaitre l’histoire de Triviers/Challes-les-Eaux et s’intéresser au présent et à l’avenir de la commune.
En 2015, après 25 années passées à la présidence de l’association, Roger Dumollard délaisse la fonction de président au profit de François Dubois. Il est nommé président d’honneur de Connaissance de Challes-les-Eaux et de ses environs jusqu’à son décès le 25 août 2015, à l’âge de 88 ans.
Au 1er janvier 2017, dans le cadre de la loi NOTRe, la compétence tourisme est transférée à la communauté d’agglomération Chambéry Métropole - Cœur des Bauges. Par conséquent, l’office de tourisme ne peut plus être utilisée comme siège de l’association. Celui-ci est déménagé provisoirement en attendant de trouver une nouvelle adresse, dans le centre-ville de la commune; lors de la dernière assemblée générale, la médiathèque fut proposée pour tenir ce rôle, mais cela n’a pas encore été confirmé (au 19 mars 2017).

## Présidents
| Identité        | Prise de fonctions | Fin de fonctions                       | Notes                                                             |
| --------------- | ------------------ | -------------------------------------- | ----------------------------------------------------------------- |
| François Dubois | 2015               | Président actuel (au 1er octobre 2016) |                                                                   |
| Roger Dumollard | 24 février 1990    | 2015                                   | Fondateur, maire de Challes-les-Eaux de 1965 à 1977 (°1927 †2015) |

## Publications

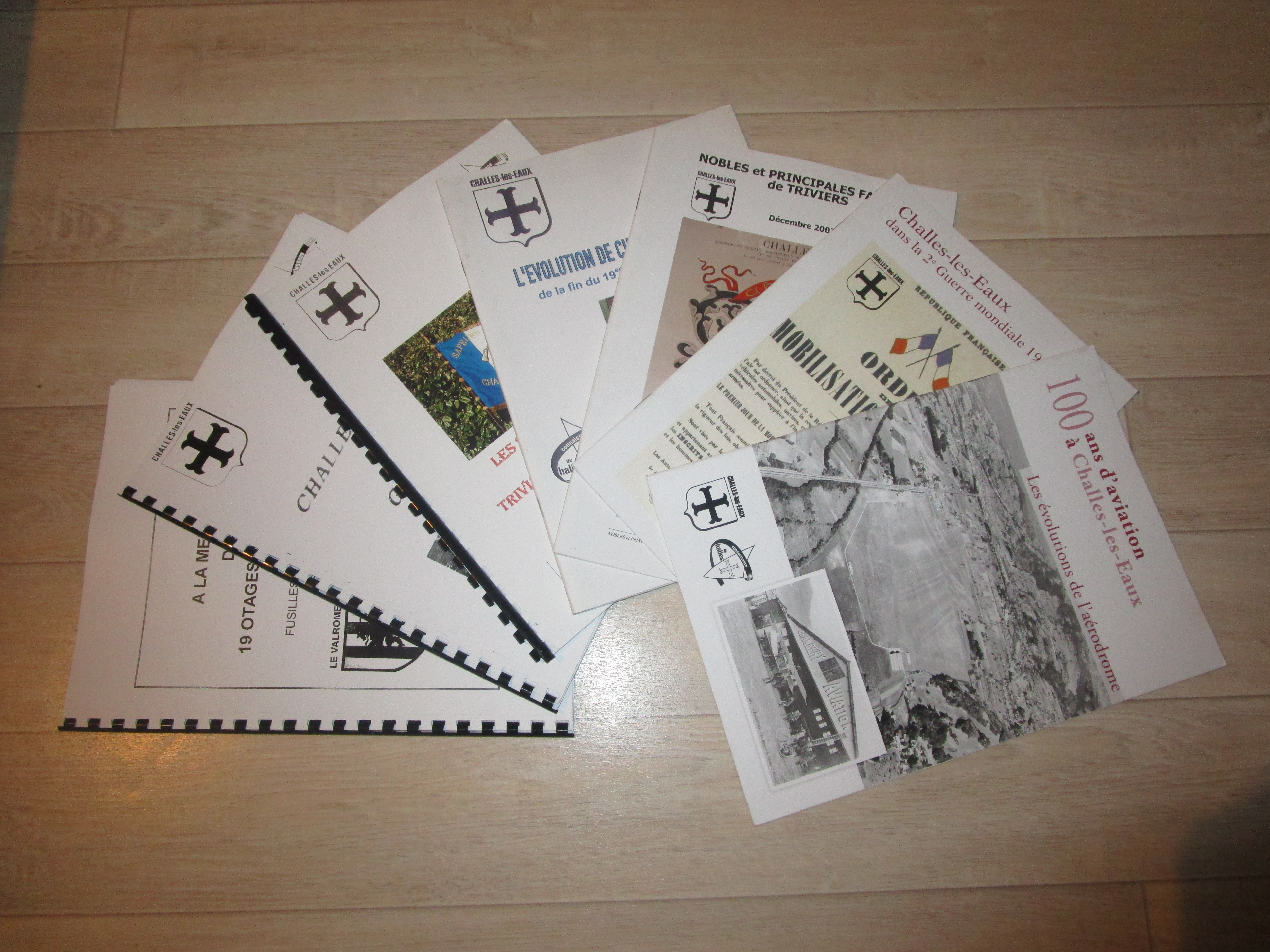
Une partie des publications de Connaissance de Challes-les-Eaux et de ses environs.

| Titre                                                                                           | Année | Nombre de pages |
| ----------------------------------------------------------------------------------------------- | ----- | --------------- |
| 100 ans d’aviation à Challes-les-Eaux                                                           | 2013  | 36 pages        |
| Challes-les-Eaux dans la Seconde Guerre mondiale 1939-1945                                      | 2009  | 40 pages        |
| Nobles et principales familles de Triviers                                                      | 2007  | 44 pages        |
| L’évolution de Challes-les-Eaux de la fin du XIXe siècle à nos jours : Une fenêtre sur le passé | 2006  | 48 pages        |
| Plus d’un siècle d’accueil à Challes-les-Eaux                                                   | 2005  | 46 pages        |
| Les sapeurs-pompiers : Triviers - Challes les Eaux                                              | 2002  | 58 pages        |
| Un siècle d’initiatives à Challes-les-Eaux                                                      | 1999  | 32 pages        |
| Challes-les-Eaux dans la Grande Guerre                                                          | 1999  | 38 pages        |
| À la mémoire des 19 otages du Valromey fusillés à Challes-les-Eaux le 20 juin 1944              | 1996  | 42 pages        |